# Rio Tronqueiras
O rio Tronqueiras é um curso de água do estado de Minas Gerais, Brasil pertencente à bacia do rio Doce. Ele nasce no município de Virginópolis e passa por outras cidades do leste de Minas Gerais, desaguando na margem direita do rio Suaçuí Pequeno.
A UHE Tronqueiras, localizada entre os municípios de Coroaci e Sardoá, é a única usina hidrelétrica no curso do rio, com potência declarada de 8,5MW.